# Ali Farka Touré
Ali Ibrahim "Farka" Touré (Kanau, Mali, 31 de outubro de 1939 – Bamako, 7 de março de 2006) foi um cantor e guitarrista malinês e um dos músicos mais internacionalmente reconhecidos do continente africano.
Sua música é amplamente considerada como representando um ponto de intersecção da tradicional música de Mali e o blues. A crença de que este último é, de fato, historicamente derivado da primeira reflete-se nas frequentes citações de Martin Scorsese caracterizando a tradição de Touré como constituindo "o DNA do blues". Ele foi classificado como o número 76 na lista 100 Greatest Guitarists of All Time (100 Melhores Guitarristas de Sempre) da Rolling Stone.

## Discografia
- 1976 - Ali Touré Farka (Sonafric 50016-LP)
- 1976 - Spécial « Biennale du Mali » (Sonafric 50020-LP)
- 1978 - Biennale (Sonafric 50032-LP)
- 1979 - Ali Touré Farka (Sonafric 50060-LP)
- 1980 - Ali Touré dit Farka (Sonafric 50085-LP)
- 1984 - Ali Farka Touré (Red) (Sonodisc/Esperance 5558)
- 1988 - Ali Farka Touré (Green) (Sonodisc/Esperance 8448)
- 1988 - Ali Farka Touré (World Circuit WCD007 / Mango 9826)
- 1990 - African Blues (Shanachie 65002)
- 1990 - The River (World Circuit WCD017 / Mango 9897)
- 1993 - The Source (World Circuit WCD030 / Hannibal 1375) com Taj Mahal
- 1994 - Talking Timbuktu (World Circuit WCD040 / Hannibal 1381) (com Ry Cooder)
- 1996 - Radio Mali (World Circuit WCD044 / Nonesuch 79569)
- 1999 - Niafunké (World Circuit WCD054 / Hannibal 1443)
- 2002 - Mississippi to Mali (Rounder B0000DJZA1)(com Corey Harris)
- 2004 - Red&Green (World Circuit WCD070 / Nonesuch 79882)
- 2005 - In the Heart of the Moon (World Circuit WCD072 / Nonesuch 79920) (com Toumani Diabaté and Ry Cooder)
- 2006 - Savane (World Circuit WCD075 / Nonesuch 79965)
- 2010 - Ali and Toumani - (World Circuit/Nonesuch Records) com Toumani Diabaté[3]